# Dwars door het Hageland 2023 (vrouwen)
Voor vrouwen vond de 3e editie van de Belgische wielerwedstrijd Dwars door het Hageland plaats op 10 juni 2023. Titelverdedigster was de Italiaanse Ilaria Sanguineti. Deze editie werd gewonnen door de Belgische Lotte Kopecky. Achter Kopecky eindigde Christina Schweinberger als tweede. In 2022 greep Schweinberger ook net naast de overwinning. De Britse Pfeiffer Georgi eindigde als derde. Lieke Nooijen wist als beste Nederlandse renner te eindigen, net naast het podium met een vierde plek.

## Uitslag
| Plaats  | Naam                    | Ploeg                  | tijd     |
| ------- | ----------------------- | ---------------------- | -------- |
| Winnaar | Lotte Kopecky           | Team SD Worx           | 3u20'32" |
| 2       | Christina Schweinberger | Fenix-Deceuninck       | + 1"     |
| 3       | Pfeiffer Georgi         | Team DSM               | + 2"     |
| 4       | Lieke Nooijen           | Parkhotel Valkenburg   | + 9"     |
| 5       | Kathrin Schweinberger   | Ceratizit-WNT          | + 18"    |
| 6       | Eleonora Gasparrini     | UAE Team ADQ           | z.t.     |
| 7       | Letizia Borghesi        | EF Education-TIBCO-SVB | z.t.     |
| 8       | Fauve Bastiaenssen      | Lotto Dstny Ladies     | z.t.     |
| 9       | Mischa Bredewold        | Team SD Worx           | z.t.     |
| 10      | Eugénie Duval           | FDJ-Suez               | + 22"    |

Mannen: 2001 · 2002 · 2003 · 2003-2006 · 2007 · 2008 · 2009 · 2010 · 2011 · 2012 · 2013-2015 · 2016 · 2017 · 2018 · 2019 · 2020 · 2021 · 2022 · 2023 · 2024 · 2025
Vrouwen: 2021 · 2022 · 2023 · 2024 · 2025